# Haboniem-Dror beHolland
Ichoed Haboniem-Dror beHolland (Hebreeuws: הַבּוֹנִים דְּרוֹר, letterlijk Unie De Bouwers-Vrijheid van Nederland), vaak afgekort tot Haboniem, Habo of HDNL, is een socialistische-zionistische beweging voor de Joodse jeugd in Nederland. HDNL is onderdeel van de internationale organisatie Haboniem-Dror, met een hoofdkantoor in Tel Aviv. Naar schatting telt de Nederlandse afdeling ruim 200 leden, waardoor het de grootste Joodse jeugdbeweging van Nederland is. Het clubhuis van HDNL bevindt zich in Amsterdam. 

## Geschiedenis

### 1919 - 1929: De Joodse Jeugdfederatie in Nederland
In het Utrechtse Hotel De L'Europe werd op 21 december 1919 door Abel Herzberg en David Cohen de Nederlandse Federatie van Joodse Jeugdorganisaties opgericht. Herzberg functioneerde als secretaris en Cohen als voorzitter. Al snel werd de federatie de Joodse Jeugdfederatie genoemd. De federatie was zeer actief. De beweging had een zionistische ideologie. De JJF steunde een Joods thuis in Mandaatgebied Palestina. De Federatie organiseerde jaarlijkse zomerkampen en er werden cursussen Hebreeuws en Joodse geschiedenis gegeven. Hierdoor kwam er meer enthousiasme voor zionisme onder de Joodse jeugd. Voor de Nederlandse Zionistenbond (NZB) was de JJF van groot belang, doordat de Joodse jeugd werd aangespoord om actief zionist te worden.

### 1930 - 1939: Radicalisering door Nordheim en opkomst Dror
Onder leiding van Lion Nordheim radicaliseerde de JJF in de jaren '30, tot ongenoegen van de Nederlandse Zionistenbond. Nordheim beschouwde het leven in Nederland als een "noodtoestand waaraan wij zo spoedig mogelijk een einde willen maken". De beweging volgde het 'Plan van Lion', met informatie over joodse kennis, cultuur en de viering van feestdagen. Nordheim had veel invloed onder de Joodse jeugd met zijn controversiële standpunten over onder andere alia. De speciale opleidingen voor de opbouw in Palestina werden steeds meer bezocht onder het leiderschap van Nordheim.

### 1940 - 1949: Tweede Wereldoorlog en begin Haboniem in Nederland
In 1941 moest het JJF genoodzaakt dicht vanwege de Duitsers. Sommige afdelingen organiseerden nog enkele maanden geheime bijeenkomsten, maar naarmate de Joodse gemeenschap kleiner werd stopten deze geheime meetings ook.

De eerste na-oorlogse weïda (Algemene Ledenvergadering) van de Joodse Jeugdfederatie vond op 14 oktober 1945 plaats. De Nederlandse dichteres en toneelschrijfster Judith Herzberg kwam op veertienjarige leeftijd in contact met de Engelse jeugdbeweging Habonim. Zo zegt Herzberg in een interview met De Groene Amsterdammer uit 2008:
Toen ik veertien was heb ik in Nederland Haboniem (‘De bouwers’, links-zionistische jeugdorganisatie – red.) opgericht. Ik was twee zomers naar Engeland geweest om op het land te werken en Hebreeuws te leren met mensen die naar Israël wilden. Die waren daar allemaal lid van Haboniem. Hier was ik lid van de Joodse Jeugd Federatie en die hebben we toen Haboniem genoemd.
De Engelse tak stuurde tevens een afgezante naar Nederland om een mogelijke aansluiting te realiseren. Niet alle JJF-leden waren hier blij mee. De orthodoxe afdelingen splitste zich in 1949 af van de federatie en gingen op in de religieus-zionistische jeugdbeweging Bne Akiwa. De zionistische na-oorlogse Sje'ar Jasjoev-vereniging te Amsterdam voegde zich aan bij het Engelse Haboniem. In 1949 werd het eerste zomerkamp onder de naam Haboniem al georganiseerd, maar pas in 1950 werd JJF's naam officieel omgedoopt naar Haboniem.

## Ideologie
In de eerste zin is Haboniem-Dror een socialistisch-zionistische jeugdbeweging. Als aanvulling stelt het Mission Statement van de beweging haar leden en de beweging in het algemeen een paar doelen op. Zo wil de organisatie dat haar leden
1. zich identificeren met het Joods erfgoed;
2. actief betrokken zijn bij het opbouwen van Israël als een rechtvaardige, democratische en gelijkwaardige staat, en;
3. een bewuste Joodse identiteit ontplooien en dat ze groeien als zelfbewuste kritische jongeren die een actieve bijdrage willen leveren aan een rechtvaardige wereld.

### Israël en het zionisme
HDNL is een zionistische organisaties, en geeft de volgende betekenis aan het zionisme:
Het Joodse volk heeft recht op zelfbeschikking, en daarmee op een eigen staat. Dat zelfbeschikkingsrecht is gekoppeld aan het territorium dat door de internationale gemeenschap aan het Joodse volk is toegewezen. Het is de verantwoordelijkheid van Haboniem-Dror beHolland om het zionistische project en zijn samenleving actief te steunen in zijn ontwikkeling tot een voorbeeldige natie. Haboniem-Dror beHolland laat zich in de ontwikkeling van de voorbeeldige natie inspireren door het gedachtegoed en erfgoed van het socialistisch-zionisme.
Hoewel de beweging een zionistische organisatie is, is de beweging wel kritisch op het beleid van Israël. HDNL vindt dat Israël (het zionistische project) is een voorbeeld dient te zijn voor andere landen en vraagt haar leden actief de waarden van rechtvaardigheid, gelijkwaardigheid, democratie en anderen humanistische waarden te implementeren in hun leven.

### Joodse identiteit
Haboniem is niet aangesloten bij een Joods kerkgenootschap en laat haar leden hun eigen invulling geven over het jodendom en hun Joodse identiteit. Op activiteiten besteden aandacht over onder anderen de Joodse geschiedenis, taal, feestdagen en andere tradities in het jodendom. De beweging is tegen assimilatie.